# Diana Nikitina
Diana Nikitina (ur. 14 grudnia 1978) – estońska lekkoatletka specjalizująca się w skoku w dal oraz trójskoku.

## Sukcesy sportowe
Największy sukces na arenie międzynarodowej odniosła w 1997 r. w Lublanie, gdzie zdobyła brązowy medal mistrzostw Europy juniorek w trójskoku. W mistrzostwach tych startowała również w finale skoku w dal, zajmując VII miejsce.
Jest trzykrotną mistrzynią Estonii na otwartym stadionie (w trójskoku – 2000, 2001; w skoku w dal – 2001), jak również trzykrotną halową mistrzynią Estonii w trójskoku (1997, 1998, 2002).

## Rekordy życiowe
- skok w dal – 6,21 – Tartu 08/08/1998
- trójskok - 13,35 – Lublana 25/07/1997
- trójskok (hala) – 13,06 – Fayetteville 10/03/2001